# Luvia
Luvia est une municipalité du sud-ouest de la Finlande, dans la province de Finlande occidentale et la région du Satakunta.

Vue de Laitakari.

## Géographie
La commune est de petite taille, bordée à l'ouest par le Golfe de Botnie. La côte est basse et rocheuse, très découpée avec des dizaines d'îles. La longueur totale de la côte est de 158 km.
Le relief est pratiquement absent. La quasi-totalité de la commune était encore au fond de la mer il y a 2 000 ans et n'en est sorti que par l'effet de l'isostasie.
Le village centre est traversé par la nationale 8, à 19 km au sud de la capitale régionale Pori.
Turku est à 122 km, Tampere à 130 km et Helsinki à 247 km. Outre Pori au nord, les municipalités voisines sont Nakkila à l'est et Eurajoki au sud.

## Histoire
La communauté a connu un important développement au XIXe siècle, avec notamment un chantier naval.
La municipalité fut fondée seulement en 1870.
On y trouve 3 curiosités touristiques: un phare construit en 1873 sur l'île isolée de Säppi, l'église en grès (Josef Stenbäck 1908-1910) et un petit écomusée ouvert en 1969.